# كلية طب الأسنان بجامعة كولورادو
كلية طب الأسنان بجامعة كولورادو (بالإنجليزية: University of Colorado School of Dental Medicine)‏، هي كلية طب الأسنان التابعة لجامعة كولورادو. تقع في حرم أنشوتز الطبي بجامعة كولورادو دنفر في مدينة أورورا، كولورادو، الولايات المتحدة. وهي الكلية الوحيدة لطب الأسنان في ولاية كولورادو.

## تاريخها
كلية طب الأسنان، هي جزء من جامعة كولورادو. أنشئت هذه الكلية في عام 1973 من خلال تعديل للدستور في الولاية، وهي الكلية الوحيدة لطب الأسنان في ولاية كولورادو. سبق ذلك إنشاء مدرسة طب الأسنان في دنفر في الولاية، حيث كانت تعمل كوحدة تابعة لجامعة دنفر بين عامي 1888 و1932.

## الأكاديميين
تمنح كلية طب الأسنان في جامعة كولورادو دنفر الدرجات العلمية التالية:[بحاجة لمصدر]
- دكتور في جراحة الأسنان.
- إقامة الممارسة العامة.
- برنامج الدراسات العليا - تقويم الأسنان.
- برنامج الدراسات العليا - أمراض اللثة.

## الأقسام
تضم كلية طب الأسنان في جامعة كولورادو دنفر الأقسام التالية:[بحاجة لمصدر]
- قسم طب الأسنان التطبيقي.
- قسم علم الأحياء القحفي الوجهي.
- قسم العلوم التشخيصية والبيولوجية.

## الاعتماد الاكاديمي
كلية طب الأسنان بجامعة كولورادو دنفر هي كلية معتمدة، من قبل جمعية طب الأسنان الأمريكية (ADA).